# Ma vie avec John F. Donovan
Pour plus de détails, voir Fiche technique et Distribution.
Ma vie avec John F. Donovan (The Death & Life of John F. Donovan) est un film dramatique québécois co-écrit, co-produit et réalisé par Xavier Dolan, sorti en 2018.
Il s'agit de son premier film tourné en anglais.

## Synopsis
Dix ans après la mort d’une vedette de la télévision américaine, un jeune acteur se remémore la correspondance jadis entretenue avec cet homme et l’impact que ces lettres ont eu sur leurs vies respectives.

## Fiche technique
Sauf indication contraire, les informations mentionnées dans cette section peuvent être confirmées par la base de données cinématographiques IMDb,  présente dans la section « Liens externes ».
- Titre original : The Death & Life of John F. Donovan
- Titre français et québécois : Ma vie avec John F. Donovan
- Réalisation : Xavier Dolan
- Scénario : Xavier Dolan et Jacob Tierney
- Direction artistique : Anne Pritchard et Colombe Raby
- Décors : John El Manahi et Pierre Perrault
- Photographie : André Turpin
- Montage : Xavier Dolan et Mathieu Denis
- Musique : Gabriel Yared
- Production : Xavier Dolan, Nancy Grant, Lyse Lafontaine et Michel Merkt
- Sociétés de production : Lyla Films et Sons of Manual
- Sociétés de distribution : Les Films Séville (Canada) ; Séville International (international) ; Mars Distribution (France)
- Pays d'origine : Canada
- Langue originale : anglais
- Format : couleur
- Genre : drame
- Durée : 123 minutes
- Dates de sortie :
  -  Canada : 10 septembre 2018 (Festival de Toronto) ; 23 août 2019 (sortie nationale)
  -  France : 13 mars 2019
  -  États-Unis : 23 août 2019

## Distribution
- Kit Harington (VF : Damien Boisseau ; VQ : Xavier Dolan) : John Francis Donovan
- Natalie Portman (VF : Sylvie Jacob ; VQ : Catherine Proulx-Lemay) : Sam Turner, la mère de Rupert
- Jacob Tremblay (VF et VQ : Aloïs Agaësse-Mahieu) : Rupert Turner, à 11 ans
- Susan Sarandon (VF : Béatrice Delfe ; VQ : Claudine Chatel) : Grace Donovan, la mère de John
- Kathy Bates (VF : Denise Metmer ; VQ : Marie-Andrée Corneille) : Barbara Haggermaker, l'agent artistique de John
- Ben Schnetzer (VF : Gauthier Battoue ; VQ : Maël Davan-Soulas) : Rupert Turner, à 21 ans
- Thandie Newton (VF : Annie Milon ; VQ : Michèle Lituac) : Audrey Newhouse, la journaliste
- Jared Keeso (VF : Adrien Antoine ; VQ : Frédérik Zacharek) : James « Jimmy » Donovan, le frère de John
- Chris Zylka (VF : Emmanuel Garijo) : Will Jefford, Jr.
- Amara Karan (VF : Élisabeth Ventura ; VQ : Magalie Lépine-Blondeau) : Mme Kureishi, l'enseignante de Rupert
- Emily Hampshire (VF : Marie Zidi) : Amy Bosworth
- Michael Gambon (VF : Philippe Catoire) : L'homme du restaurant
- Sarah Gadon (VF : Chloé Berthier) : Liz Jones
- Suzie Almgren (VF : Martine Irzenski) : la tante Faith
- Jane Wheeler : la tante Anne
- Craig Eldridge (VF : Philippe Vincent) : l'oncle Patrick
- Lukas Rolfe : Cedric
- Ari Millen (VF : Donald Reignoux) : Big Billy
- Gijs Blom : Le petit-ami de Rupert
- Jessica Chastain : Moira McAllister-King (coupée au montage)
- Warona Setshwaelo : une mère

 Source et légende : version française (VF) sur RS Doublage, le carton du doublage québécois 

## Production

### Attribution des rôles
Nicholas Hoult, alors pressenti dans ce film, y renonce juste avant le début du tournage. Son rôle est donc repris par Ben Schnetzer.
Quant au rôle de John F. Donovan, ici incarné par Kit Harington, la production choisit Taylor Kitsch, à l'origine, qui refuse pour des raisons inconnues.

### Tournage
Le tournage du film à Montréal débute en juillet 2016 pour finir en septembre de la même année. Le tournage se poursuit en février 2017 une nouvelle fois à Montréal, puis à Prague en République Tchèque en fin du mois.

### Post-production
Le 4 février 2018, Xavier Dolan a annoncé via son compte Instagram avoir coupé Jessica Chastain au montage, car la trame concernant son personnage « s'insérait laborieusement dans le reste de l'histoire »,.

## Accueil

### Festivals et sorties
Annoncé sur son compte Twitter, Xavier Dolan ne présentera pas son film au Festival de Cannes 2017. Non pas à cause des mauvaises critiques américaines de son précédent film, mais à cause du fait que la fin du tournage serait en juin 2017.
Le 12 avril 2018, lors de la conférence de presse du Festival de Cannes 2018, Thierry Frémaux a révélé que le film était à deux doigts de faire partie de la compétition pour la Palme d'or mais qu'il a été retiré à la suite du nouveau remontage du film.

### Critique
Lors de sa présentation au Festival International du Film de Toronto en septembre 2018, l'accueil critique est plutôt négatif, qualifié de « raté », de « faux-pas » ou d'« échec ».